# Stenasellus covillae
Stenasellus covillae is een pissebed uit de familie Stenasellidae. De wetenschappelijke naam van de soort is voor het eerst geldig gepubliceerd in 1987 door Guy Magniez.